# Фролов-Багреев, Александр Алексеевич
Александр Алексеевич Фролов-Багреев  (1785 — 11 сентября 1845) — действительный тайный советник, сенатор, в 1818—1824 годах — черниговский губернатор.

## Биография
Сын бригадира Алексея Петровича Фролова-Багреева от брака с Аграфеной Павловной, сестрой канцлера В. П. Кочубея, который помог племяннику удачно сделать карьеру.
Образование получил в самом престижном столичном пансионе, который держал аббат Николь. В службу вступил 7 февраля 1797 года юнкером в Коллегию иностранных дел; в 1802 году был причислен к берлинской миссии, в 1806 году определён по собственному желанию в земское войско к главнокомандующему князю Александру Прозоровскому, и занимался при нём делами ополчения.
В 1807 году был снова причислен к посольству в Пруссии, с оставлением при главнокомандующем Молдавской армии, для занятий по дипломатической части; находясь при армии во время всей задунайской кампании до заключения мира с Портой, был в 1811 году награждён орденом Владимира 3-й степени, а в 1812 года произведён в действительные статские советники.
В Отечественную войну находился в 1812 году при главнокомандующем западной армии адмирале Павле Чичагове; в 1813 году состоял при князе Михаиле Барклай-де-Толли, потом, до заключения первого Парижского мира, при австрийском генерал-фельдмаршале князе Карле Шварценберге. При втором вступлении русских войск во Францию (1815) и до заключения второго Парижского трактата находился при министре русской армии, генерал-губернаторе Алопеусе по управлению французскими департаментами, занятыми русскими войсками.

По возвращении армии в Россию состоял при коллегии иностранных дел, в 1818 году был назначен черниговским гражданским губернатором, но уже в 1824 году по прошению уволен с этой должности и определён членом совета министра финансов, а в 1826 году управляющим Государственным заёмным банком. 21 апреля 1834 года ему было повелено присутствовать в Правительствующем Сенате. По словам А. В. Кочубея:
Багреев был большой простак: как в пансионе аббата Николя, так равно и в то время, когда он был губернатором, над ним все смеялись. Впрочем, он был добродушен и не злопамятен.
В браке с писательницей Елизаветой Сперанской (1799—1857), единственной дочерью графа Михаила Сперанского, имел сына Михаила (1822—1844; ротмистр, погиб на Кавказе на дуэли) и дочь Марию (1826—1887), которая унаследовала от родителей имение Великая Буромка. Её сын — князь Михаил Кантакузен, автор сочинений по международному праву.

## Награды
- Орден Святой Анны 2 степени (7 ноября 1807)
- Орден Святого Владимира 3 степени (9 февраля 1813)
- Орден Святой Анны 1 степени с императорской короной (30 марта 1822)
- Орден Святого Владимира 2 степени
- Орден Белого орла
- Австрийский орден Леопольда командорский крест
- Австрийский орден Леопольда большой крест

- Золотая медаль «Земскому войску»
- Медаль «В память Отечественной войны 1812 года»
- Знак отличия за XXX лет беспорочной службы